# Казино без границ
«Казино без границ» (англ. Casino no limit) — французский хардкорный порнофильм, снятый в 2008 году режиссёром Эрве Бодилисом на студии Marc Dorcel. В России был показан в урезанном виде на канале «Русская ночь».
Фильм по состоянию на 2008 год был из одним из крупномасштабных, крупнобюджетных и длительных в истории мировой порнографии. Ещё на стадии съёмок он привлёк к себе внимание прессы и завоевал ряд наград, однако кинокритикой был встречен довольно сдержанно.

## Синопсис
Некий бизнесмен владеет казино, в котором нет никаких ограничений. В нём можно бесконечно играть, делать ставки — от небольшой денежной суммы до собственной жизни. Играют в этом казино лишь самые именитые буржуа. Один из игроков казино — военный преступник мистер Хорст со своей помощницей. Он не знает, что в этом казино играет одна женщина, которая давно мечтает ему отомстить. Впрочем, отомстить мечтает не только она, и не только Хорсту.

### Сексуальные сцены
1. Клаудия Росси — Боб Терминатор — Джеймс Броссман.
2. Мелисса Лорен — Нина Робертс.
3. Софи Валентайн — Хорст Барон.
4. Ясмин — Алекс Форте — Фил Холлидей.
5. Сюзи Карина — Вивиан.
6. Рокси Пантер — Иен Скотт.
7. Леа Лазур — Регина Айс — Начо Видал.
8. Мелисса Лорен — Ясмин — Алекс Форте — Боб Терминатор — Джеймс Броссман.
9. Натали Ди Анджело — Джеймс Броссман.
10. Мелисса Лорен — Начо Видал.
11. Натали Ди Анджело — Регина Айс — Тони Каррера.
12. Ана Мартин — Мелисса Лорен — Боб Терминатор — Джеймс Броссман.

## Награды[5][6]
- 2008: FICEB Award — International Ninfa Award «Best Film».
- 2008: FICEB Award — International Ninfa Award «Best Director (Hervé Bodilis)»
- 2008: FICEB Award — International Ninfa Award «Best Actress (Nina Roberts)»
- 2008: Eroticline Awards — Best European Film
- 2008: Eroticline Awards — Best High Budget Film